# Un prieten mortal
Un prieten mortal (titlu original: Deadly Friend) este un film american SF de groază din 1986 regizat de Wes Craven. Rolurile principale au fost interpretate de actorii Matthew Labyorteaux, Kristy Swanson și Michael Sharrett.

## Distribuție
- Matthew Laborteaux - Paul Conway
- Kristy Swanson - Samantha Pringle
- Michael Sharrett - Tom Toomey
- Anne Twomey - Jeannie Conway
- Richard Marcus - Harry Pringle
- Anne Ramsey - Elvira Parker
- Andrew Roperto - Carl Denton
- Lee Paul - Sergeant Charlie Volchek
- Charles Fleischer - BB (voce)
- Tom Spratley - Neighbor
- Jim Ishida - Coroner
- Russ Marin - Dr. Henry Johanson